# Ferrovia Kamnik-Lubiana
La ferrovia Kamnik-Lubiana (Železniška proga Ljubljana Šiška–Kamnik Graben in sloveno) è una linea ferroviaria locale che unisce l'insediamento di Kamnik con la capitale Lubiana.

## Storia
L'idea di una ferrovia locale per Kamnik risale al 1880. L'industria più importante era la fabbrica statale di polvere da sparo a Kamnik Bistrica, ma era anche presente il commercio di legname e cemento. La costruzione fu avviata grazie alla decisione dell'Assemblea regionale di Kranj del 13 luglio 1880, che promise di sostenere economicamente la realizzazione della linea. Il 14 aprile 1889 fu assegnato l'appalto all'ing. Oskar Lazarini e all'industriale Alojz Prašnikar, che si impegnarono a costituire una società per azioni e ad ultimare la ferrovia entro due anni, che sarà messa in servizio il 28 gennaio 1891.
Nel 1893 fu concessa una garanzia statale per la gestione della linea, a condizione che venissero accreditati i costi effettivi di esercizio, e nel 1894 fu effettivamente nazionalizzata. Il servizio passeggeri fu sospeso nel 1968 e riattivato 10 anni dopo.

## Caratteristiche
La linea è lunga 23 km, interamente a binario unico e non elettrificata. Il suo percorso è totalmente rettilineo, privo di gallerie o particolari asperità.
| Head stop |

| Enter and exit short tunnel |

| Stop on track |

| Station on track |

| Stop on track |

| Stop on track |

| Stop on track |

| Station on track |

|  | Unknown route-map component "ABZgl" | Unknown route-map component "KINTeq" |

| Stop on track |

| Station on track |

| Stop on track |

| Stop on track |

| Stop on track |

| Unknown route-map component "exKRW+l" | Unknown route-map component "eKRWgr" |  |

| Unknown route-map component "exHST" | Straight track |  |

| Unknown route-map component "exKRWl" | Unknown route-map component "exKRW+r" + Unknown route-map component "eABZg+l" | Unknown route-map component "exCONTf@Fq" |

|  | Unknown route-map component "ABZgl" | Unknown route-map component "KINTeq" |

| Station on track |

| Unknown route-map component "hKRZWae" |

| Unknown route-map component "exCONTgq" | Unknown route-map component "eABZgr" |  |

| Stop on track |

| Unknown route-map component "KINTaq" | Unknown route-map component "ABZglr" | Unknown route-map component "KINTeq" |

| Stop on track |

| Unknown route-map component "CONT2" | Unknown route-map component "STRc3" + Unknown route-map component "BS2c1" | Unknown route-map component "BS2+r" |  |

| Unknown route-map component "STRc1" | Unknown route-map component "ABZ4+2xl" | Unknown route-map component "STRc3" + Unknown route-map component "ekKRZ2+ro" | Unknown route-map component "exkSTRc3" |

|  | Unknown route-map component "STRc1" | Unknown route-map component "ABZg+4" | Unknown route-map component "exkSTR+4" |

| Unknown route-map component "b" | Station on track | Unknown route-map component "exSTR" |

| Unknown route-map component "b" | Unknown route-map component "ekABZg3" | Unknown route-map component "exSTR" |

| Unknown route-map component "CONTgq" | Unknown route-map component "ekABZq1" | Unknown route-map component "exkSTRc4" + Unknown route-map component "SPLag+r" | Unknown route-map component "exSTR" |

|  |  | Unknown route-map component "dBHF-L" | Unknown route-map component "dBHF-R" | Unknown route-map component "exSTR" |

|  | Unknown route-map component "STRc2" | Unknown route-map component "vABZg3-" + Unknown route-map component "v-STR" + Unknown route-map component "vSHI2l-" | Unknown route-map component "exSTR" |

| Unknown route-map component "CONTgq" | Unknown route-map component "xABZq1x2" | Unknown route-map component "edKRZo" + Unknown route-map component "dSTRc4" + Unknown route-map component "exdSTRc3" | Unknown route-map component "edKRZo" | Unknown route-map component "exSTRr" |

| Unknown route-map component "exSTRc1" | Unknown route-map component "edABZg+4" | Unknown route-map component "dSTR" |

|  | Unknown route-map component "dCONTf" | Unknown route-map component "dCONTf" |